# Macaroon

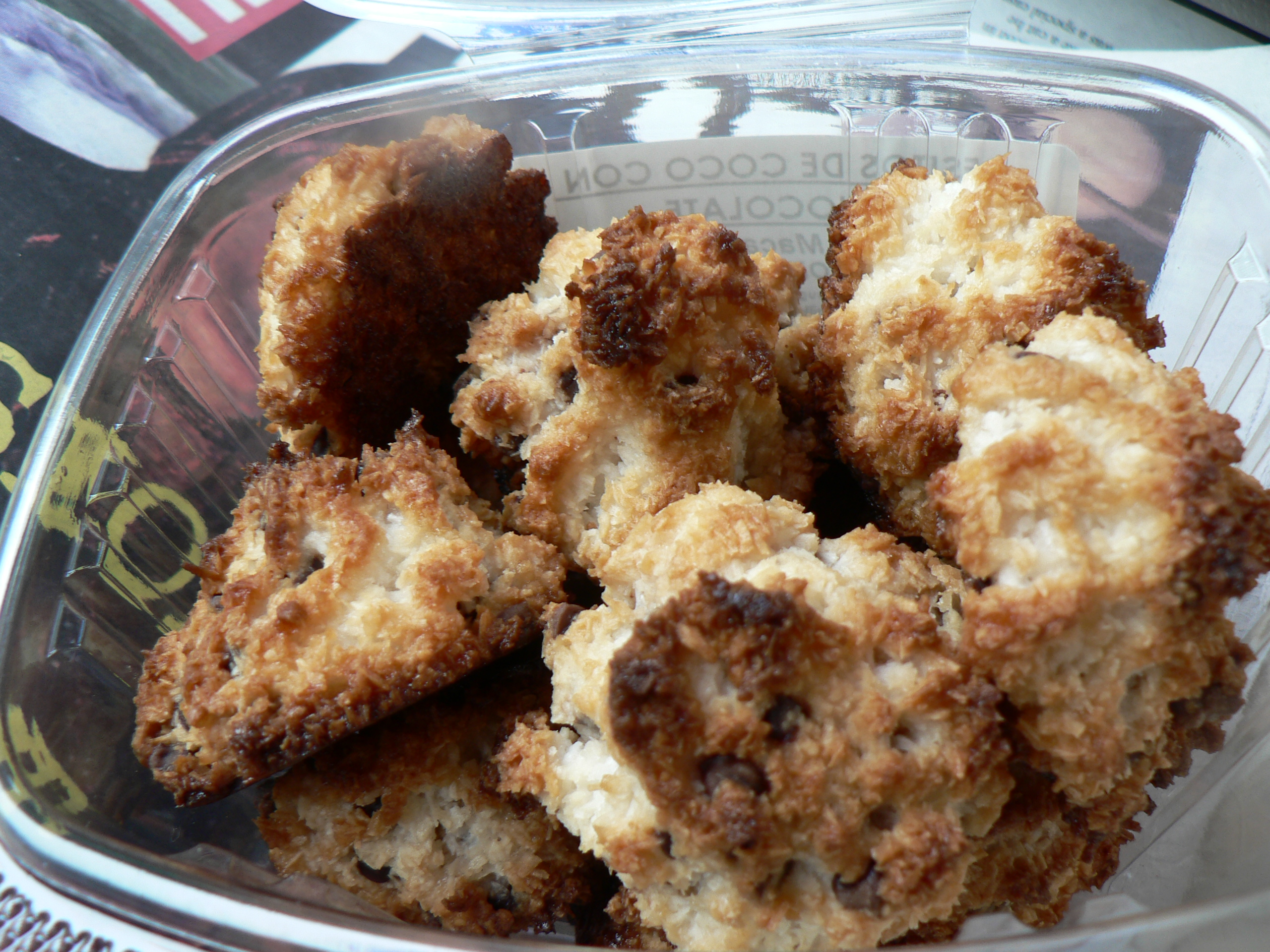
Macaroons.

Los macaroons (|mækəˈruːn| macarúun), también llamados macarunes, son dulces densos hechos con almendra y clara de huevo o con una pasta de almendra gruesa, tradicionales en países angloparlantes. Comparten origen con los dulces franceses llamados macarons.
Los macaroons emplean a menudo clara de huevo (normalmente montada a punto de nieve), con frutos secos picados o molidos, con frecuencia coco o a veces almendra. Sin embargo, si el coco u otro ingrediente empleado es muy dulce puede omitirse el azúcar. Los macaroons se hornean comúnmente sobre papel de arroz comestible puesto sobre una bandeja de horno.

## Orígenes
Los primeros macaroons eran galletas de merengue de almendra, con una corteza crujiente y un interior blando. Se hacían con clara de huevo y pasta de almendra.
El macaroon parece haberse originado en el monasterio de la ciudad de Cormery en Francia en el siglo IX.
Más tarde dos monjas benedictinas, las hermanas Marguerite y Marie-Elisabeth, fueron a Nancy buscando asilo durante la Revolución francesa. Las dos mujeres pagaron su alojamiento elaborando y vendiendo macaroons, por lo que llegaron a ser conocidas como las Hermanas Macaroon. Las recetas de macaroon (también escrito mackaroon, maccaroon y mackaroom) aparecen en libro de recetas al menos desde 1725 (Court Cookery, or the Complete English Cook de Robert Smith).
Los judíos adoptaron luego la galleta gracias a carecer de harina y levadura (los macaroons se levantan con la clara de huevo) y puede comerse durante el ayuno de ocho días de Pésaj. Fue introducido a otros judíos europeas y se hizo popular como dulce para todo el año. Con el tiempo se añadió coco a la almendra picada y, en ciertas recetas, la reemplazó. A veces también se añade almidón de patata a la receta, para dar más cuerpo al macaroon.

## Variantes regionales

### Escocia
En Escocia el macaroon es una barrita dulce con un centro blando cubierto de chocolate y espolvoreado con coco tostado. Tradicionalmente se hacían con sobras frías de puré de patatas y pan dulce. Cuando el dulce empezó a comercializarse la receta prescindió de la patata debido a su corto tiempo de conservación.
El macaroon moderno se hace con una combinación (dependiente del fabricante) de azúcar, glucosa, agua y clara de huevo. Estos ingredientes se mezclan para hacer el centro cubierto de fondant. Algunos productores solo usan fondant comercial con poco o ningún procesado, lo que resulta en un producto de menos calidad.
La galleta macaroon es una barrita con sabor casi siempre de almendra. Esta receta fue presuntamente descubierta por accidente en 1931, cuando el confitero John Justice Lees se equivocó preparando un fondant de chocolate y echó coco sobre éste enfadado, produciendo la primera barrita macaroon.

### Norteamérica
En Norteamérica la versión más conocida es la de coco. Los macaroons de coco comerciales suelen ser densos, húmedos y dulces, y a menudo cubiertos de chocolate. Los caseros y las variedades elaboradas por reposterías pequeñas suelen ser ligeros y esponjosos, como si fuesen un crece entre macaroon, merengue y nougat.
Los macaroons de coco suelen elaborarse con un manga pastelera con boquilla estrellada, mientras los hechos con frutos secos suelen amasarse individualmente debido a la rigidez de la masa.

#### Macaroonde coco

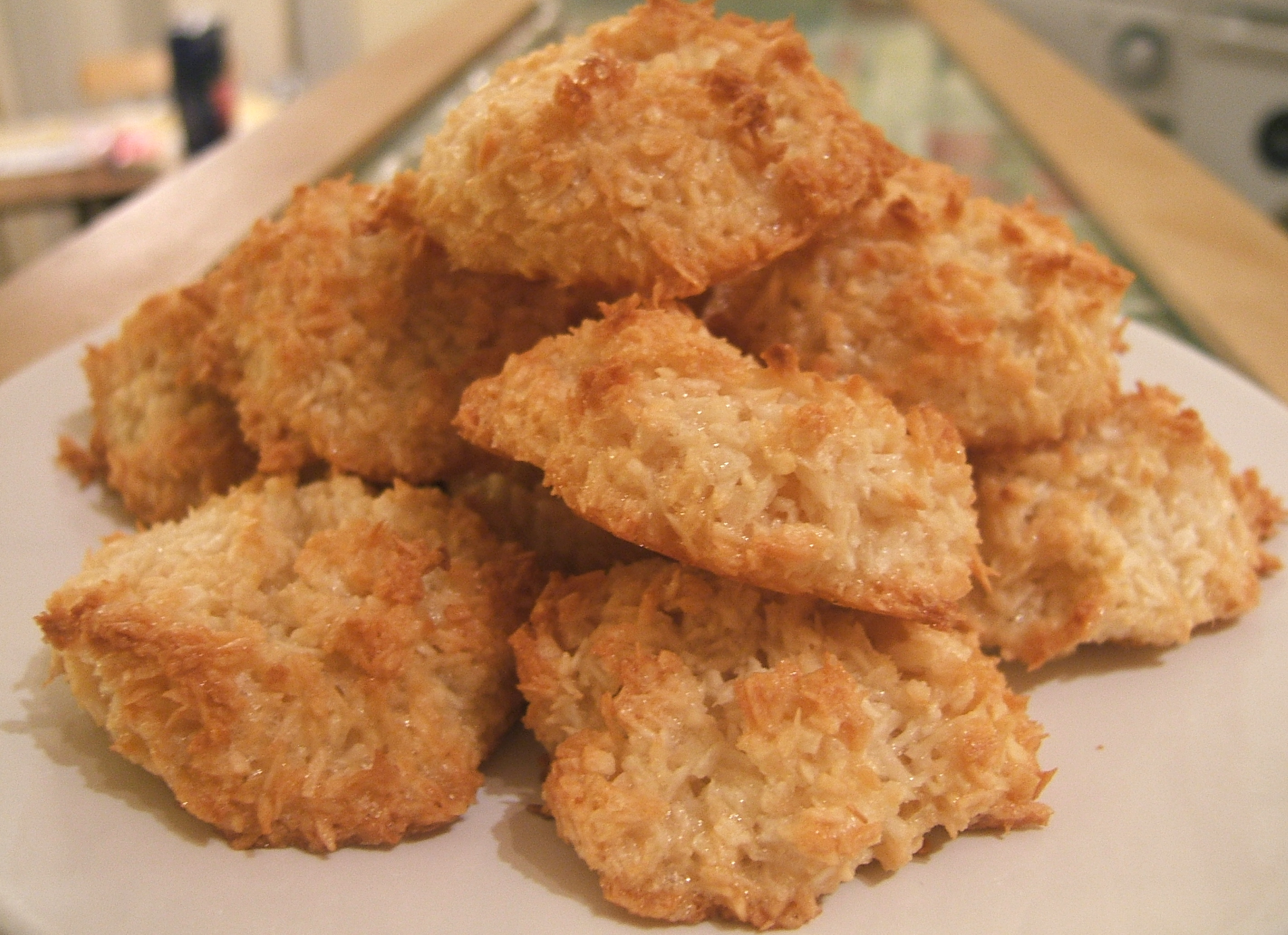
Macaroons de coco.

El macaroon de coco es un tipo de macaroon habitual en los Estados Unidos, si bien se inventó en Govan, Glasgow (Escocia). Es un macaroon normal con un peculiar sabor a coco, ya que contiene coco seco rallado. Tienden a estar más cerca de una galleta blanda que los demás macaroons, que se parecen más a merengues, y son igual de dulces.
En frecuente que los macaroons se mojen en chocolate, típicamente chocolate con leche. Las versiones con chocolate negro o blanco también están haciéndose más fáciles de encontrar. A menudo se añade frutos secos a estos macaroons, normalmente almendra fileteada, pero ocasionalmente también pacana, anacardo y otros.
En Australia es frecuente encontrar versiones con un centro de mermelada de frambuesa.

### España
En Asturias hay un tipo de macaroon hecho con avellana y miel llamado carajito. 
Además, la repostería española cuenta con un dulce muy parecido al macaroon de coco, llamado sultana de coco, bola de coco o coquito, que puede estar cubierto de chocolate.

### India
En Thoothukudi (tamil தூத்துக்குடி), un importante puerto de Tamilnadu (India), hay una variedad de macaroon hecha con anacardo y clara de huevo.

### Irlanda
La Macaroon Chocolate Bar es fabricada por Wilton Candy en el condado de Kildare (Irlanda). La descripción en la propia barrita es «Trozos de macaroon en chocolate con leche irlandés», conteniendo chocolate con leche, coco desecado y vanilina. Fue lanzada al mercado en 1937.

### Turquía

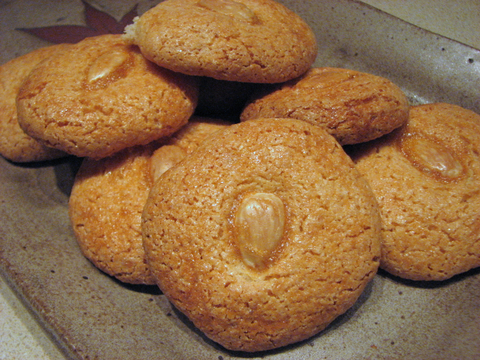
Acıbadem kurabiyesi.

El acıbadem kurabiyesi es una galleta tradicional turca hecha de almendra, azúcar y clara de huevo. Las recetas tradicionales añaden una pequeña cantidad de almendra amarga, lo que le da su nombre. Debido a que la almendra amarga no siempre está disponible, suele sustituirse por extracto de almendra. Estas galletas son parte del catálogo de casi cualquier pastelería turca, y con frecuencia se hacen tradicionalmente en casa.